# Siemień (gromada)
Siemień – dawna gromada, czyli najmniejsza jednostka podziału terytorialnego Polskiej Rzeczypospolitej Ludowej w latach 1954–1972.
Gromady, z gromadzkimi radami narodowymi (GRN) jako organami władzy najniższego stopnia na wsi, funkcjonowały od reformy reorganizującej administrację wiejską przeprowadzonej jesienią 1954 do momentu ich zniesienia z dniem 1 stycznia 1973, tym samym wypierając organizację gminną w latach 1954–1972.
Gromadę Siemień z siedzibą GRN w Siemieniu utworzono – jako jedną z 8759 gromad na obszarze Polski – w powiecie radzyńskim w woj. lubelskim na mocy uchwały nr 15 WRN w Lublinie z dnia 5 października 1954. W skład jednostki weszły obszary dotychczasowych gromad Siemień, Łubka, Wola Tulnicka, Wólka Siemieńska, Tulniki, Władysławów, Brudno, Miłków kol., Miłków wieś, Komarne, Pomyków i Pohulanka ze zniesionej gminy Siemień w tymże powiecie.
13 listopada 1954 gromada weszła w skład nowo utworzonego powiatu parczewskiego w tymże województwie, gdzie ustalono dla niej 26 członków gromadzkiej rady narodowej.
1 stycznia 1962 z gromady Siemień wyłączono wsie Brudno i Pohulanka oraz kolonię Komarne, włączając je do nowo utworzonej gromady Parczew w tymże powiecie; do gromady Siemień włączono natomiast obszar zniesionej gromady Jezioro tamże.
1 stycznia 1969 do gromady Siemień włączono wsie Wierzchowiny, Amelin, Działyń i Juliopol ze zniesionej gromady Działyń w tymże powiecie; z gromady Siemień wyłączono natomiast wieś Władysławów, włączając ją do nowo utworzonej gromady Gródek w tymże powiecie.
Gromada przetrwała do końca 1972 roku, czyli do kolejnej reformy gminnej. 1 stycznia 1973 – tym razem w powiecie parczewskim – reaktywowano gminę Siemień.